# Automatic Link Establishment
Automatic Link Establishment (kurz ALE, englisch für „automatischer Verbindungsaufbau“) ist ein digitales Kommunikationsprotokoll und Selektivrufverfahren zur Etablierung von Sprach- und Datenkommunikation via Kurzwelle gemäß der US-amerikanischen technischen Militärnormen MIL-STD-188-141 und  MIL-STD-188-110. Es ist de facto ein weltweiter Standard für den digitalen Aufbau und die Aufrechterhaltung von Kurzwellenkommunikation.
ALE ermöglicht in der primären Funktion als Selektivrufverfahren zur synchronen Kommunikation die automatische Herstellung einer Verbindung zu einer spezifischen Station oder Gruppe von Stationen (Netzwerk) weltweit, um daraufhin in einer anderen Betriebsart zu kommunizieren. Des Weiteren können mit Hilfe des MIL-STD-188-141 und des MIL-STD-188-110-Protokolls Daten, wie Texte, Dateien, E-Mails oder SMS, fehlerfrei übermittelt werden. Es bietet dem Endnutzer die Möglichkeit, ohne direkte Verfügbarkeit regulärer Kommunikationsnetze (z. B. Wähl- oder Standleitung, Internet via Satellit, mobiles Internet etc.) und unabhängig von der Position auf oder über der Erdoberfläche Zugang zum Internet zu erlangen. In diesem Zusammenhang findet ALE auch im globalen WinLink-Netzwerk zur asynchronen Kommunikation Verwendung. Es wird außerdem bei Not- und Katastrophenfallkommunikation zwischen Behörden und Funkamateuren in den USA genutzt.

## Funktion
Eine eigenständige ALE-Station besteht aus einem SSB-Transceiver sowie einem Hardware- oder Software-basierten TNC. Letzterer erfordert auf Softwarebasis einen Computer mit Soundkarte und ein Soundkarten-Interface. Jede Station besitzt eine einmalige ALE-Adresse, z. B. ein Amateurfunkrufzeichen. Sofern der Transceiver nicht belegt ist, scannt er eine Liste von vordefinierten Frequenzen (Kanal) und wartet dabei auf ALE-Signale. Falls ein ALE-Signal erkannt wurde, bleibt der Transceiver auf dem Kanal, um dieses zu dekodieren. Die von anderen Stationen automatisch ausgesendeten Bakenaussendungen, werden dann anhand der Bitfehlerhäufigkeit bewertet und zusammen mit Frequenz und Sender-Adresse in der LQA (Link Quality Assessment)-Datenbank gespeichert.
Um eine ALE-Station oder ein ALE-Netzwerk zu erreichen, gibt die bedienende Person der anrufenden Station die zu rufende Adresse an. Auf Basis der durch den Scan-Betrieb gesammelten Daten wird so in Abhängigkeit zur Zeit und dem Ort der jeweiligen Station die Frequenz mit den besten Ausbreitungsbedingungen automatisch gewählt, um diese mit einem Selektivruf zu kontaktieren. Gelingt dies nicht, wird dies auf anderen Kanälen versucht. Dekodiert die angerufene Station ihre Adresse, dann findet ein Verbindungsaufbau statt. Der bedienenden Person der anrufenden und angerufenen Station wird signalisiert, das eine Verbindung hergestellt wurde. Nun kann mit der Kommunikation in ALE oder einer anderen Betriebsart, z. B. Sprechfunk fortgefahren werden. Ziel dieses Verfahrens ist es, weltweit eine gewünschte Gegenstation jederzeit erreichen zu können, ohne als bedienende Person Kenntnis von Ausbreitungsbedingungen oder einer speziellen Anruffrequenz zu haben.

## Übertragungsprotokoll

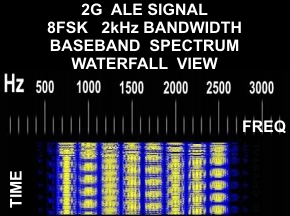
ALE-Signal

ALE verwendet zwei verschiedene Fehlerkorrekturverfahren. Die Vorwärtsfehlerkorrektur dient dazu, bereits während der Übermittlung unter Verwendung redundanter Datensätze ein möglichst geringe Bitfehlerhäufigkeit bei der empfangenden Station zu erlangen. Um eine tatsächlich fehlerfreie Übertragung zu garantieren, kann optional  das ARQ-Protokoll zum Einsatz kommen. Ein von der ISS (information sending station) ausgesendetes Paket muss von der IRS (information receiving station) als erfolgreich empfangen quittiert werden, bevor das nächste Paket verschickt wird. Die Überprüfung des korrekten Empfangs eines Pakets erfolgt mithilfe eines Prüfbits. Das aktuelle Datenpaket wird solange wiederholt, bis die ISS eine Bestätigung des korrekten Empfangs von der IRS empfangen hat.

## Verwendung im Amateurfunk
Bereits Mitte der 1990er Jahre verwendeten Funkamateure vereinzelt ALE als Übertragungsprotokoll mit kommerziellen Transceivern und Hardware-TNCs. Im Jahr 2000 wurde das Programm PC ALE veröffentlicht, welches die Kommunikation mit ALE über die Computer-Soundkarte ohne kommerziellen Transceiver oder Hardware-TNC ermöglichte. Im Jahr 2001 organisierten sich die ersten Funkamateure zum internationalen ALE-Amateurfunk-Netzwerk HFN (englisch High frequency network ‚Kurzwellen-Netzwerk‘). Dies führte dazu, dass im August 2005 Funkamateure in den USA das Amerikanische Rote Kreuz während des Hurrican Katrina bei der Not- und Katastrophenkommunikation mit ALE unterstützen konnten.

### WinLink
An das Internet angebundene Netzleitstationen des HFN-Netzwerkes ermöglichen das Versenden von SMS und E-Mails, jedoch ohne Dateianhang über das WinLink-2000-Netzwerk. Aufgrund des geringen Datendurchsatzes und der einfachen Protokollstruktur eignet sich ALE vor allem für Kurzmitteilungen. Für den Versand größerer Nachrichten sowie Dateianhängen werden auf Kurzwelle die schnelleren Protokolle ARDOP und PACTOR genutzt.

### Internationale Koordination
Internationale Amateurfunk-ALE-Kanäle und dementsprechende Frequenzzuweisungen sind mit allen IARU-Regionen für internationale, nationale, regionale und lokale Anwendung im Amateurfunkdienst koordiniert. Alle Kanäle beziehen sich auf den für digitale Betriebsarten üblichen Standard des oberen Seitenbandes (USB).

#### Internationale Kanäle
Dies ist eine Liste von international festgelegten ALE-Frequenzen.
| Kanal | Frequenz (kHz) | SSB | Nutzung       | Netzwerk | Beschreibung                                                                                          |
| ----- | -------------- | --- | ------------- | -------- | --- |
| 01    | 1845,0         | USB | Sprache/Daten | -        | Lokal                                                                                                 |
| 02    | 1996,0         | USB | SPRACHE/DATEN | -        | Lokal                                                                                                 |
| 03    | 3584,5         | USB | DATEN/SPRACHE | QRZ      | Test- und erweiterter Datenverkehr                                                                    |
| 04    | 3596,0         | USB | PRIMÄR DATEN  | HFN      | Globales ALE Kurzwellen Netzwerk, HF Relay, Datenverkehr, Internetkonnektivität, Baken                |
| 05    | 3617,0         | USB | DATEN/SPRACHE | -        | IARU Region 1 Internet, Baken                                                                         |
| 06    | 3791,0         | USB | SPRACHE       | HFL      | Internationaler Not- und Katastrophenfunk                                                             |
| 07    | 3845,0         | USB | SPRACHE       | HFL      | Nordamerika                                                                                           |
| 08    | 3996,0         | USB | SPRACHE       | HFL      | Nordamerika                                                                                           |
| 09    | 5371,5         | USB | SPRACHE       | -        | Nur Notfunk                                                                                           |
| 10    | 5403,5         | USB | SPRACHE       | -        | Nur Notfunk                                                                                           |
| 11    | 7049,5         | USB | DATEN         | HFN      | Globales ALE Kurzwellen Netzwerk, HF Relay, Datenverkehr, Internetkonnektivität, IARU Region 1, Baken |
| 12    | 7099,5         | USB | DATEN         | QRZ      | Testing and expanded data traffic                                                                     |
| 13    | 7102,0         | USB | PRIMÄR DATEN  | HFN      | Globales ALE Kurzwellen Netzwerk, HF Relay, Datenverkehr, Internetkonnektivität, Baken                |
| 14    | 7185,5         | USB | SPRACHE       | HFL      | Internationaler Not- und Katastrophenfunk                                                             |
| 15    | 7296,0         | USB | SPRACHE       | HFL      | Nordamerika                                                                                           |
| 16    | 10136,5        | USB | DATEN/SPRACHE | QRZ      | Test- und erweiterter Datenverkehr, Asien/Pazifik/Australien/Neuseeland/Afrika SSB                    |
| 17    | 10145,5        | USB | PRIMÄR DATEN  | HFN      | International Emergency/Relief, Internet                                                              |
| 18    | 14100,5        | USB | DATEN         | QRZ      | Test- und erweiterter Datenverkehr                                                                    |
| 19    | 14109,0        | USB | PRIMÄR DATEN  | HFN      | Globales ALE Kurzwellen Netzwerk, HF Relay, Datenverkehr, Internetkonnektivität, Baken                |
| 20    | 14346,0        | USB | SPRACHE       | HFL      | Internationaler Not- und Katastrophenfunk                                                             |
| 21    | 18104,5        | USB | DATEN         | QRZ      | Test- und erweiterter Datenverkehr                                                                    |
| 22    | 18106,0        | USB | PRIMÄR DATEN  | HFN      | Globales ALE Kurzwellen Netzwerk, HF Relay, Datenverkehr, Internetkonnektivität, Baken                |
| 23    | 18117,5        | USB | SPRACHE/DATEN | HFL      | Internationaler Not- und Katastrophenfunk                                                             |
| 24    | 21096,0        | USB | PRIMÄR DATEN  | HFN      | Globales ALE Kurzwellen Netzwerk, HF Relay, Datenverkehr, Internetkonnektivität, Baken                |
| 25    | 21116,0        | USB | DATEN         | QRZ      | Test- und erweiterter Datenverkehr                                                                    |
| 26    | 21432,5        | USB | SPRACHE       | HFL      | Internationaler Not- und Katastrophenfunk                                                             |
| 27    | 24926,0        | USB | PRIMÄR DATEN  | HFN      | Globales ALE Kurzwellen Netzwerk, HF Relay, Datenverkehr, Internetkonnektivität, Baken                |
| 28    | 24932,0        | USB | SPRACHE       | HFL      | Internationaler Not- und Katastrophenfunk                                                             |
| 29    | 28146,0        | USB | PRIMÄR DATEN  | HFN      | Globales ALE Kurzwellen Netzwerk, HF Relay, Datenverkehr, Internetkonnektivität, Baken                |
| 30    | 28312,5        | USB | SPRACHE/DATEN | HFL      | Internationaler Not- und Katastrophenfunk                                                             |
| 31    | 50162,5        | USB | SPRACHE/DATEN | QRZ      | Lokal                                                                                                 |
| 32    | 144162,5       | USB | SPRACHE/DATEN | QRZ      | Lokal                                                                                                 |

#### Standard-Konfigurationen
| Hinweis | Konfiguration           | Standard                                    |
| ------- | ----------------------- | ------------------------------------------- |
| 1       | ALE System              | MIL-STD 188-141A; FED-1045 (8FSK, 2kHzBW)   |
| 2       | Dauer der Aussendung    | optimal 22 s; maximal 30 s.                 |
| 3       | Scan Rate               | 1 oder 2 Kanäle pro Sekunde.                |
| 4       | Baken Intervall         | 60 Minuten oder mehr (für einige Kanäle)    |
| 5       | zentrale Audio-Frequenz | 1625 Hz für digitale Datenübertragung       |
| 6       | Nachrichtenstandard     | AMD (Automatic Message Display) kurzer Text |
| 7       | Bakentyp                | TWS (This Was Sound) Bake                   |

#### Internationale Netzwerke
| Netzwerk | Mitglieder | Zweck                                                  |
| -------- | ---------- | ------------------------------------------------------ |
| HFL      | 10         | Alle ALE Sprachstationen, offenes Selektivrufverfahren |
| HFN      | 10         | Globales ALE Kurzwellen Netzwerk                       |
| QRZ      | 3          | offenes Rufverfahren auf allen Kanälen                 |
| GPR      | 3          | GPS-Meldungen                                          |
| RPT      | 3          | Stationen Status Meldungen                             |

## Software
| Programm           | Grundlage            | Lizenz                       |
| ------------------ | -------------------- | ---------------------------- |
| PC ALE             | Windows XP und höher | Freeware                     |
| MARS-ALE           | Windows XP und höher | Freeware für MARS-Mitglieder |
| Sorcerer (Dekoder) | Windows XP und höher | Freeware                     |